# Øresundslinjen
Øresundslinjen(tidligere Forsea, Scandlines og HH-Ferries) er et rederi der besejler ruten Helsingør – Helsingborg (deraf navnet). Rederiet besejler ruten med elfærgerne Aurora og Tycho Brahe, og dieselfærgerne M/F Hamlet, Mercandia IV og Mercandia VIII. 
HH-Ferries blev etableret i 1996 under navnet Sundbroen af den danske skibsreder Per Henriksen, men blev solgt i 1997 og skiftede navn til HH-Ferries. I 2001 blev rederiet atter solgt – og blev en del af den svenske koncern Stena. HH-Ferries har cirka 230 ansatte, både svenske og danske.
HH-Ferries indgik den 1. oktober 2009 et samarbejde med Scandlines hvor billetter til Scandlines eller HH-Ferries vil kunne bruges hos begge selskaber. Dette samarbejde førte i slutningen af 2009 til afskedigelser af tæt på halvdelen af de ansatte som følge af, at Mercandia VIII fremover kun bliver indsat i højsæsoner og som reserve.
I 2016 udledte ruten 37.800 ton CO2. I 2018 blev 2 dieselfærger Aurora og Tycho Brahe omdannet til batteridrift så de hovedsageligt sejler på elektricitet.
I januar 2023 blev ForSea solgt af ejerne EQT til Molslinjen. Ny navn blev Øresundslinjen.